# Михайло Гидзік
Михайло Гидзік (пол. Michał Hydzik; 2 січня 1944, Брижава, Підкарпатське воєводство, Польща; 13 квітня 2017), Скочув — пастор і один із засновників Церкви П'ятидесятників в Польщі; проповідник християнства протестантського напрямку, противник екуменічного руху в християнстві. Автор п'яти книжок і численних статей.
Влітку 1964 року Михайло Гидзік був хрещений по вірі і став членом церкви. У 32-річному віці, 1976 року, був обраний церквою на пасторське служіння.
Гидзік був главою Церкви П'ятидесятників в Польщі (1988—2000).

## Твори
- Co nas czeka?, Warszawa 1994, 19982
- Kim dla Ciebie jest Duch Święty?, Warszawa 1995
- Nieprzyjaciele, Skoczów 2004
- Księga mojego życia, Skoczów 2015
- Apokalipsa, czyli co nas czeka?, Warszawa 2016